# 艾森豪行政辦公大樓
艾森豪行政辦公大樓（英語：Eisenhower Executive Office Building，EEOB），舊稱舊行政辦公大廈（英語：Old Executive Office Building，OEOB），是位於美國首都華盛頓特區白宮西側的一座建築，也是美國總統行政辦公室及美國副總統行政辦公室的辦公地點。這座建築修建於1871年至1888年之間，建築外觀最初受到眾多批評，但之後被指定為國家歷史地標。這座建築曾長期是世界最大的辦公樓，擁有566個房間，佔地面積約10英畝。

## 外部連結
- Old Executive Office Building, from the National Park Service （页面存档备份，存于）
- Virtual tour on the White House Web site
- General Services Administration page on the Dwight D. Eisenhower Executive Office Building （页面存档备份，存于）